# Vrch 203
Vrch 203 (čínsky 二零三高地, japonsky 二〇三高地; též Vysoká hora) je kopec nacházející se v okrese Lü-šun-kchou, Ta-lien, v provincii Liao-ning v Číně. V letech 1904–1905 se zde odehrála jedna z nejzuřivějších bitev mezi japonskou a ruskou armádou při obléhání Port Arturu během rusko-japonské války.
Název je odvozen od nadmořské výšky nižšího ze dvou vrcholů 203 m n. m.

## Obléhání Port Arturu
19. září Japonci zaútočili na nejsevernější obranné pozice Port Arturu, setkali se se zarputilým ruským odporem. Carské jednotky na Vysoké hoře odrážely japonské útoky jeden za druhým za vydatné pomoci palby z kulometů a děl a 22. září byli Japonci nuceni ustoupit se ztrátou více než 2500 mužů. Japonci jen během útoku na Vysokou horu ztratili na 3500 mužů.

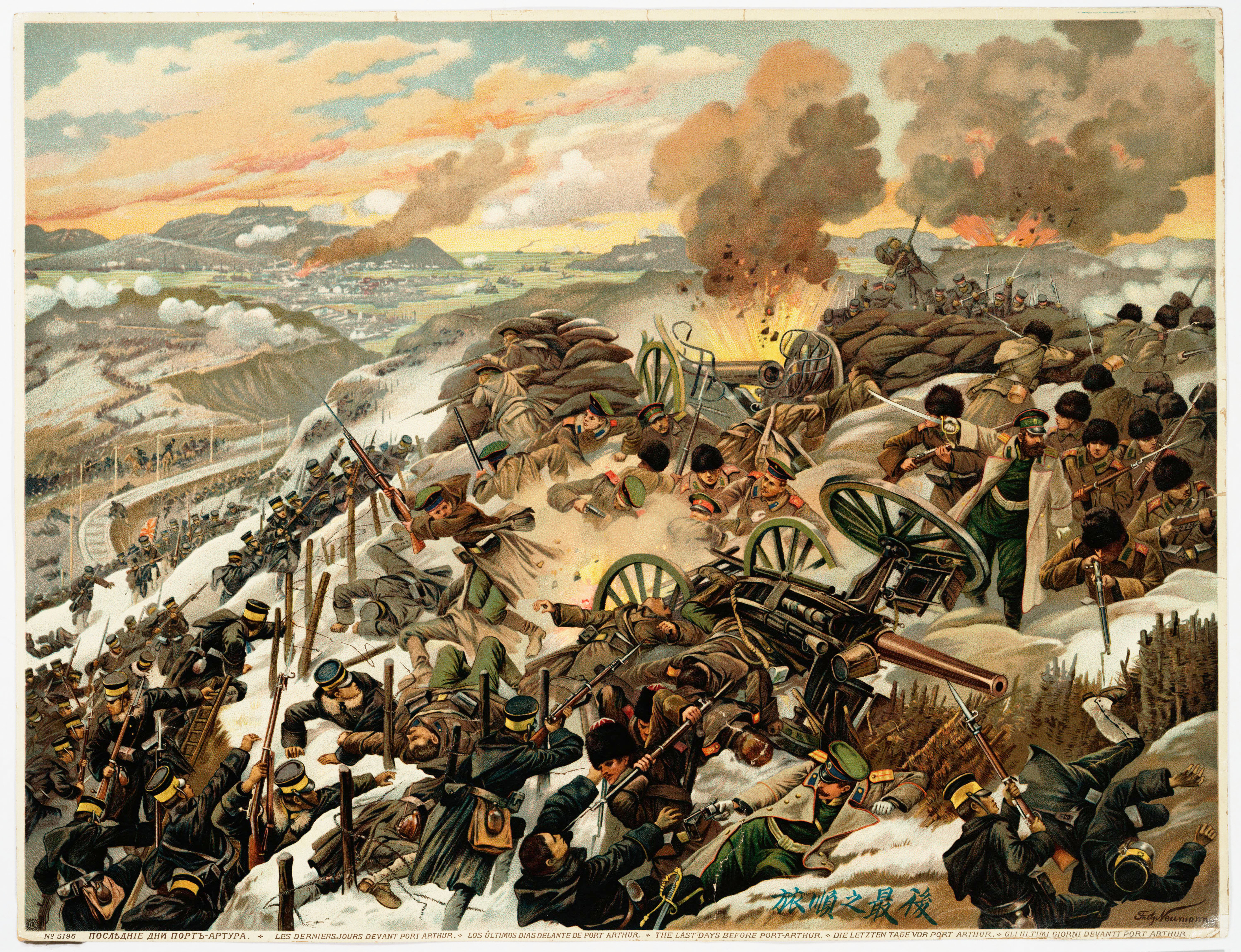
„Poslední dny Port Arthuru“, Fritz Neumann (Chromolitografie z původní kresby autora)

Další japonský útok na pozice na Vysoké hoře začal 28. listopadu 1904. Vrch 203 byl původně bez obranných pozic. Rusové si ale brzo uvědomili jeho důležitost při možném obléhání města. Vrch byl protkán železobetonovými pevnůstkami a zákopy s elektrickým ostnatým drátem, které jej spojovaly s okolními pevnostmi. Na vrcholu bylo betonem opevněné velitelství, kde sídlil veterán bitvy o Nan-šan generál Treťjakov.
Po náročných sapérských pracích a dělostřeleckém útoku s novými obléhacími děly Armstrong byly pod některými ruskými opevněními na hlavním obranném perimetru od 17. do 24. listopadu odpáleny miny a na noc z 26. na 27. listopadu byl Japonci naplánován generální útok. Shodou okolností to bylo ve stejný den, kdy ruská Baltská flotila vplouvala do Indického oceánu. Beznadějný útok 2600 mužů (včetně 1200 z nově příchozí 7. divize IJA) vedený generálem Nakamurou Satoruem se nezdařil. Japonské ztráty činily oficiálně 4 000 mužů, pravděpodobně však byly dvakrát vyšší.4] Ruský generál Roman Kondratěnko nechal rozmístit odstřelovače, kteří zastřelili kohokoli, kdo se pokusil opustit své pozice.
28. listopadu v 8.30 se japonské jednotky za mohutné dělostřelecké podpory znovu pokusily o útok po úbočích Akasakajamy i kopce Vrchu 203. Na podporu tohoto útoku bylo během jediného dne vypáleno přes tisíc 230kg střel z houfnic. Japonci se za rozbřesku dostali až k ruské linii zátarasů z ostnatého drátu a po celý následující den, 29. listopadu, drželi pozice, zatímco jejich dělostřelectvo zaměstnávalo obránce nepřetržitým ostřelováním. Přesto japonské síly utrpěly vážné ztráty, protože ruští obránci mohli proti hustě sevřené mase japonských vojáků použít ruční granáty a kulomety.
Dne 30. listopadu se malé skupině Japonců podařilo na vrcholu kopce vyvěsit japonskou vlajku, ale do rána 1. prosince Rusové úspěšně podnikli protiútok.
V podobném duchu pokračovala bitva po několik dní a množství mrtvých na obou stranách závratně rostlo. Rozhodnutí přišlo až 5. prosince, kdy byl během bombardování vážně raněn generál Treťjakov. V 10.30 Japoncům se podařilo znovu kopec dobýt a na vrcholu našli už jen hrstku obránců. Carská armáda se pokusila dvakrát dobýt pozice zpátky, ale již neúspěšně. V 17.00 byl vrch definitivně v rukou Japonců. Po dobytí Vysoké hory začali Japonci s ostřelováním přístavu.
Dobytí Vysoké hory byl první výrazný úspěch japonské armády od srpna 1904, který byl ale draze zaplacen. Japonci ztratili v bitvě na 8000 mužů (poslední žijící syn generála Nogiho také padl při finálním útoku). Rusové ztratili na 6000 mužů.

## Hora, kde leží vaše duše
Maresuke Nogi po bitvě použil čínskou výslovnost a vrch ve své slavné básni pojmenoval jako „Hora, kde leží vaše duše“ (čínsky 爾靈山; Erlingšan):
| 爾靈山         | Hora, kde leží vaše duše                                          |
| -------------- | ----------------------------------------------------------------- |
| 爾靈山嶮豈難攀 | Dá se říct, že by výstup na Nireizan snadný?                      |
| 男子功名期克艱 | Bylo to bez obtíží, protože muži usilovali o svou čest?           |
| 鐵血覆山山形改 | Hora změnila svou podobu, opláštěnou železem a krví.              |
| 萬人齊仰爾靈山 | Nyní všichni stejně s úctou vzhlížíme k hoře, kde leží vaše duše. |

## Festival třešní
V roce 1993 darovala Japonsko-čínská asociace na podporu výměny přátelství mezi dětmi městu Ta-lien 1300 třešňových stromů, které byly vysazeny na úpatí jižního vrcholu Vrchu 203. Od roku 1998 začala místní oblast každoročně pořádat akci „Cesta třešňových květů.“
Od roku 2005 byla povýšena na „Ta-lien Lü-šun-kchou festival třešňových květů“. Jedním z míst konání je i zahrada rozkvetlých třešní na Vrchu 203.
V dubnu 2009 byla otevřena nová Třešňová zahrada na Vrchu 203. Rozkládá se na ploše více než 500 000 metrů čtverečních a je v ní více než 3700 třešňových stromů 18 odrůd.